# Файл зоны
Файл зоны системы доменных имен (DNS) — это текстовый файл, описывающий зону DNS.
Зона DNS — это подмножество, часто один домен, иерархической структуры доменных имен DNS. Файл зоны содержит сопоставления между доменными именами, IP-адресами и другими ресурсами, организованными в виде текстового представления записей ресурсов. Файл зоны может быть либо главным файлом DNS, достоверно описывающим зону, либо использоваться для перечисления содержимого кэша DNS.

## Формат файла
Формат файла зоны определён в RFC 1035 (раздел 5) и RFC 1034 (раздел 3.6.1). Изначально этот формат использовался в программном пакете Berkeley Internet Name Domain (BIND), но был широко принят и другими программными средствами DNS-серверов.
Файл зоны представляет собой набор строк, каждая из которых является либо инструкцией, либо описанием одной ресурсной записи. Поля внутри строки разделяются пробелами или табуляцией, а запись завершается на конце строки, если только в её содержимом нет значений в кавычках или заключённых в круглые скобки. Комментарии в файле начинаются с символа точки с запятой и могут быть добавлены в конце любой строки. Кроме того, файл допускает наличие пустых строк.